# فرنسيس ويليام فاريل
فرنسيس ويليام فاريل (بالإنجليزية: Francis William Farrell)‏ هو عسكري أمريكي، ولد في 28 مايو 1900 في شيكاغو في الولايات المتحدة، وتوفي في 27 يناير 1981 في مقاطعة أرلنغتون في الولايات المتحدة.